# Irina Rimes
Irina Rimes (născută Irina Rîmeș; n. 22 august 1991, Izvoare, raionul Florești, RSS Moldovenească, URSS) este o cântăreață și compozitoare din Republica Moldova, care în prezent activează și locuiește în București.
Din punctul de vedere a mai multor persoane, Irina este una dintre cele mai bune, talentate și muncitoare artiste care activează în prezent. Una dintre calitățile pe care o definesc este sinceritatea pe care o găsim și în piesele ei pline de emoție. Are o interacțiune specială cu fanii, mai ales la concerte. își ține fanii la curent zilnic pe rețelele de socializare. Mai nou vrea să își înceapă o carieră în Franța, are în plan să lanseze chiar un album în franceză dar și unul rock, pe care românii îl așteptă cu nerăbdare. Aceasta este o scurtă prezentare, in următoarele rânduri sunt descriși câțiva dintre pașii  spre succes pe care Irina i-a parcurs. 
Irina Rimes a devenit cunoscută în Republica Moldova după ce a participat în 2012 la concursul Fabrica de staruri, unde a ajuns până în finală. Ulterior ea s-a mutat în România, unde a încercat să se afirme sub pseudonimul Irra, însă acest proiect nu a avut succes. În 2016 și-a relansat cariera cu piesa „Visele”, care a ocupat locul 1 în clasamentele radio din România. Aceasta a fost urmată de alte hituri precum „Ce s-a întâmplat cu noi”, „Bolnavi amândoi”, „Nu știi tu să fii bărbat” sau „POEM”, care au transformat-o pe Irina Rimes într-una dintre cele mai de succes cântărețe din România, cu peste 450 de milioane de vizualizări pe YouTube. Ea a lansat patru albume de studio în calitate de cântăreață: Despre el (2017), Cosmos (2018), Pastila (2020) și Acasă (2022), dar a și compus numeroase cântece pentru alte artiste, printre acestea numărându-se Andra, Inna, Alina Eremia, Raluka sau Antonia.
Începând cu 2018 este unul dintre cei patru antrenori ai emisiunii Vocea României. În 2019 revista Forbes România a inclus-o în topul celor mai de succes tineri din generația „sub 30 de ani”.

## Viața și cariera

### 1991–2015: Copilăria și începuturile în muzică
Irina s-a născut la data de 22 august 1991 în raionul Florești și este primul copil al cuplului format din Valentina și Tudor Rîmeș, ea are un frate mai mic, pe nume Vitali. Irina a declarat în interviuri că interesul față de muzică i-a fost stârnit de către familie, în special de către tatăl și bunica sa din linie paternă, despre care artista își amintește că avea o voce foarte bună: „Bunica făcea parte din corul bisericii și țin minte că se așeza pe sobă și ne cânta colinde”. Rimes a manifestat înclinație spre scris și compoziție încă de la o vârstă fragedă: „Compuneam poezii de când eram în clasa întâi. Îmi aduc aminte că am învățat să cânt, să scriu și să citesc acasă”. Odată cu începerea liceului, artista s-a mutat în Soroca, unde a urmat cursurile Liceului Teoretic „Constantin Stere” până în 2010, iar definitivarea studiilor sale s-a făcut la Academia de Muzică, Teatru și Arte Plastice din Chișinău.
Primele încercări de afirmare ale Irinei în muzică au început în 2009, când tânăra interpretă a înregistrat un duet în limba rusă împreună cu LaYeR, un rapper din Florești, numit „Vremea”. Ulterior ea a compus și cântat mai multe cântece pe care le-a încărcat pe platforma YouTube sub numele Irina Remesh, printre acestea numărându-se „Gimme Reason to Believe”, „M-ai pierdut” sau „This is My Life”. În 2011 Irina se înscrie la selecția moldovenească pentru Eurovision cu piesa „Iluzii deșarte”, însă nu se califică în finala concursului. În primăvara anului 2012, Irina participă la emisiunea-concurs Fabrica de staruri, unde impresionează prin interpretări ale unor melodii celebre semnate de Mădălina Manole, Adele sau Alicia Keys. Ea a ajuns până în marea finală a competiției, iar în cadrul său îl cunoaște pe muzicianul Andi Bănică, cel cu care avea să înceapă o lungă colaborare profesională și care avea să îi devină soț. După încheierea emisiunii, Irina relansează piesa „Iluzii deșarte”, împreună cu un videoclip, iar melodia devine unul dintre hiturile anului în Moldova; tot în 2012 apare single-ul „Simply Friends”, care a intrat în top 3 cele mai difuzate piese din Moldova.

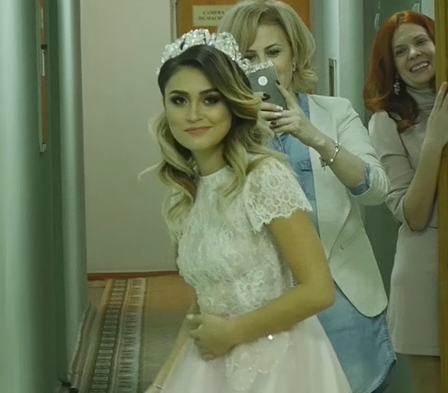
Irina Rimes în culisele unui concert din Chișinău (2016).

La finalul anului 2012, Irina și Andi vorbeau despre dorința lor de a se muta în România, pentru a-și consolida carierele în muzică. Acest lucru avea să se întâmple câteva luni mai târziu, când Irina a ajuns la o înțelegere cu echipa de producție The Lions Beat, alături de care a început să înregistreze melodii folosind o tehnică „3D, revoluționară”. Pentru acest proiect Irina a renunțat la numele Remesh și a început să folosească pseudonimul Irra – primul său single a fost „Earthquake”, apărut în octombrie 2013, urmat de „Bleeding You”, „Pun pariu pe talent” și „Tune It Up” în 2014. Deși trei dintre aceste melodii au avut parte de videoclipuri, iar Irina a avut apariții televizate, la radio și la Gala Premiilor Radar de Media, proiectul Irra nu s-a dovedit a fi unul de succes. Irina a renunțat la acest proiect și ulterior avea să scrie piese pentru alți artiști. Vorbind mai târziu despre această perioadă, Irina a spus: „Am muncit, am fost și în depresie, am tăcut, nu am cântat deloc, am scris piese, le vindeam cu 300 de euro și artiștilor buni și celor penibili din Republica Moldova doar ca să facem un ban (…) Toate au venit pentru că am muncit, și eu și oamenii de lângă mine."

### 2016–2017: Succesul cu „Visele” și albumul«Despre el»
Stabilită în București, Irina Rimes a fost remarcată în timpul unei sesiuni de studio de către cântăreața Raluka, care a auzit-o cântând și a fost impresionată de versurile scrise de ea. Raluka, din poziția de asociat al proiectului de management artistic Quantum Music, i-a oferit Irinei sprijin în vederea punerii bazelor carierei sale artistice. Având parte de susținerea echipei Quantum Music, Irina Rimes lansează primul său single în aprilie 2016 – „Visele”. Compus de Irina alături de Andi Bănică, cântecul a devenit rapid unul dintre hiturile verii în România, urcând de la o săptămână la alta în clasamentul Airplay 100. La mijlocul lunii octombrie, „Visele” devine cea mai difuzată piesă de la posturile radio din România. În toamna aceluiași an, Irina colaborează cu DJ Sava pe melodia „I Loved You”, care avea să devină un hit moderat, ocupând locul douăzeci și patru în România. La finele anului 2016, Rimes lansează trilogia „Iubiri Secrete” – compusă din melodiile „Iubirea noastră mută”, „Da' ce tu” și „Haina ta”. Deși doar primul dintre cântece a activat în clasamentele de specialitate, ocupând locul 84 în România, toate au beneficiat de videoclipuri cu peste 20 de milioane de vizualizări cumulate pe platforma YouTube. În aceeași perioadă, Irina compunea piese pentru Inna, dar și pentru primul său album de studio. Succesul Irinei a determinat revista Cosmopolitan s-o numească „revelația anului 2016”, iar în cadrul celei de-a XV-a ediții a Premiilor Muzicale Radio România, Rimes a primit premiul pentru „Debutul anului 2016”; de asemenea, piesa „I Loved You” i-a adus premiul de „Cea mai bună piesă pop-dance”. Media Forest a inclus piesa „Visele” pe locul 13 în topul celor mai bune melodii ale anului 2016.

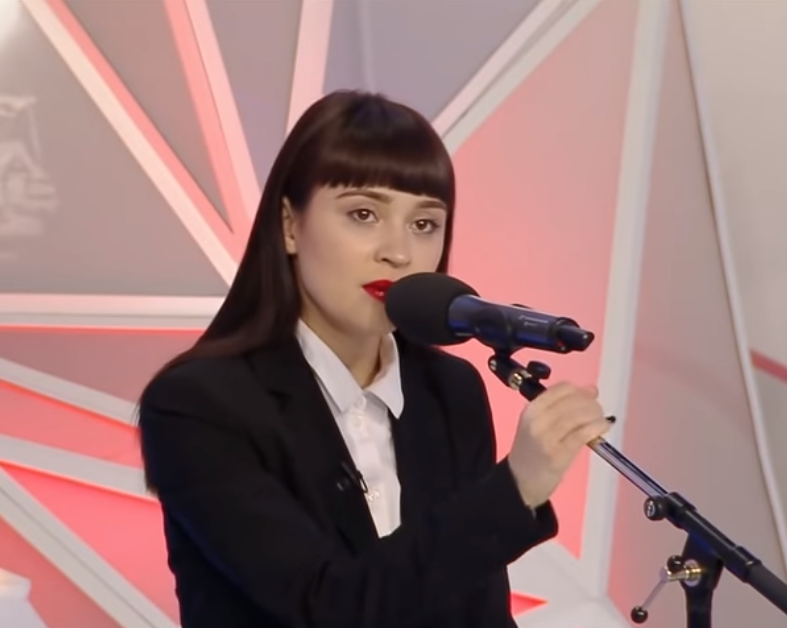
Irina Rimes cântând într-o emisiune din Republica Moldova (2018)

Succesul și calitatea pieselor scrise de Irina i-au adus rapid colaborări din postura de compozitor cu nume sonore din industria muzicală românească, printre acestea numărându-se Andra, Inna, Alina Eremia sau Antonia. Pe parcursul anului 2017, Irina a continuat să compună melodii pentru albumul său de debut, dar și pentru alți artiști. În același timp ea a căutat să-și solidifice succesul comercial în România prin lansarea mai multor hituri. Melodia „Ce s-a întâmplat cu noi”, respectiv colaborarea cu rapperul Guess Who – numită „Cupidon”, aveau să devină două dintre cele mai de succes piese ale verii anului 2017, ambele fiind clasate în top 10 de către Media Forest. De asemenea, Rimes a colaborat cu rapperul Killa Fonic pe melodia „Piesa noastră”, dar și cu formația Vunk pe single-ul „Stai lângă mine”. Deși nu au activat în clasamentele de specialitate, ambele colaborări au strâns peste 10 milioane de vizualizări online. În august Irina lansează o melodie în limba engleză, „My Favourite Man”, care ocupă locul 29 în România. În octombrie 2017 apare single-ul „Bolnavi amândoi”, care avea să ajungă pe locul 5 în topul Airplay 100, fiind astfel cel mai mare hit al Irinei de după „Visele”. În cadrul premiilor Media Music Awards 2017, Irina a câștigat trofeele „Best New Artist”, respectiv „ProFM Award”.
Pe 17 octombrie 2017 are loc lansarea albumului de debut al Irinei Rimes, intitulat Despre el și distribuit de Global Records. Materialul conține zece piese ale căror versuri și linii melodice au fost create de Rimes; printre acestea se numără hiturile „Visele”, „Ce s-a întâmplat cu noi” sau „Bolnavi amândoi”. Lansarea albumului a fost însoțită de proiecția unui scurtmetraj cu același nume, care prezintă o poveste de iubire inspirată din trăirile ei. Promovarea materialului „Despre el” s-a făcut prin lansarea de videoclipuri pentru toate piesele incluse pe disc, care au strâns peste 40 de milioane de vizualizări cumulate pe YouTube. După lansarea albumului în cadrul unui eveniment în Hard Rock Cafe din București, Irina Rimes a susținut concerte în câteva dintre marile orașe din România pentru a-l promova.

### 2018–prezent: Jurat la „Vocea României” și albumul«Cosmos»

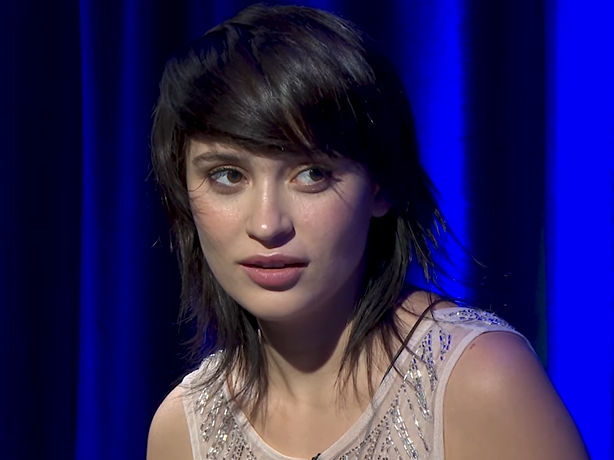
Irina Rimes în 2020

În primăvara anului 2018, Irina Rimes revine cu cea de-a doua trilogie din cariera sa – compusă din piesele „Beau”, „În locul meu” și „Cel mai bun prieten”. Cele trei melodii au beneficiat de videoclipuri de promovare, însă numai „Beau” s-a clasat în topul Airplay 100, pe locul cincizeci și doi. Deși noile melodii nu au avut impactul pieselor precedente în clasamente, ele au strâns peste 18 milioane de vizualizări pe YouTube. De asemenea, hiturile „Cupidon” și „Bolnavi amândoi” aveau să activeze puternic în clasamente și în 2018, fiind incluse de Media Forest pentru al doilea an consecutiv în lista hiturilor verii. De succes avea să se dovedească și colaborarea cu formația The Motans – intitulată „Cel mai bun DJ”, care a urcat treptat în toamnă până pe locul 15 în topurile radio din România.
Irina Rimes avea să-și petreacă o bună parte din anul 2018 lucrând la cel de-al doilea album de studio al său, dar și pe platourile de filmare ale emisiunii-concurs Vocea României, unde a fost anunțată ca jurat în luna iunie. În calitate de antrenor, Irina Rimes a condus-o pe Dora Gaitanovici până în finala concursului, unde aceasta a ocupat locul secund. Unul dintre momentele de referință ale sezonului a avut loc în marea finală, unde Irina a cântat alături de Dora single-ul „Nu știi tu să fii bărbat”. Melodia a urcat rapid până pe locul 9 în topul celor mai difuzate melodii din România.
Cel de-al doilea album de studio al Irinei Rimes, intitulat Cosmos, a fost publicat pe 10 decembrie 2018 sub egida Global Records. Ca și în cazul primului său album, toate cele doisprezece piese de pe Cosmos au fost scrise de Irina cu ajutorul echipei Quantum Music și a colaboratorilor săi frecvenți precum Alex Cotoi sau Andi Bănică. Discul a fost lansat împreună cu o carte ce poartă același nume și conține o serie de poezii scrise de Irina. Albumul-carte Cosmos a fost lansat în cadrul unui eveniment ce a avut loc la Teatrul Național de Operetă „Ion Dacian” din București, invitată fiind și actrița Maia Morgenstern, care a recitat câteva dintre poeziile incluse în carte.

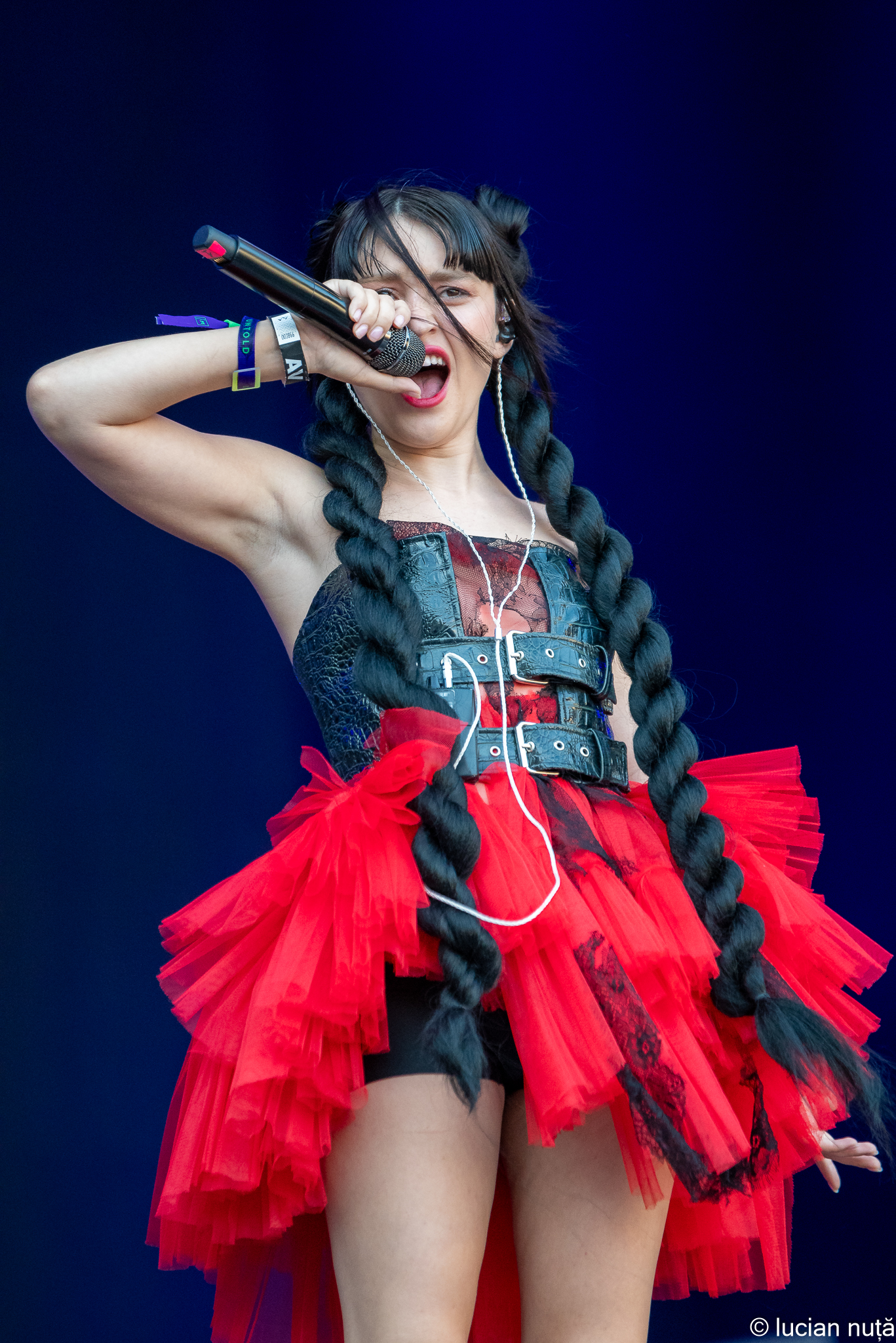
Irina Rimes la Untold 2023

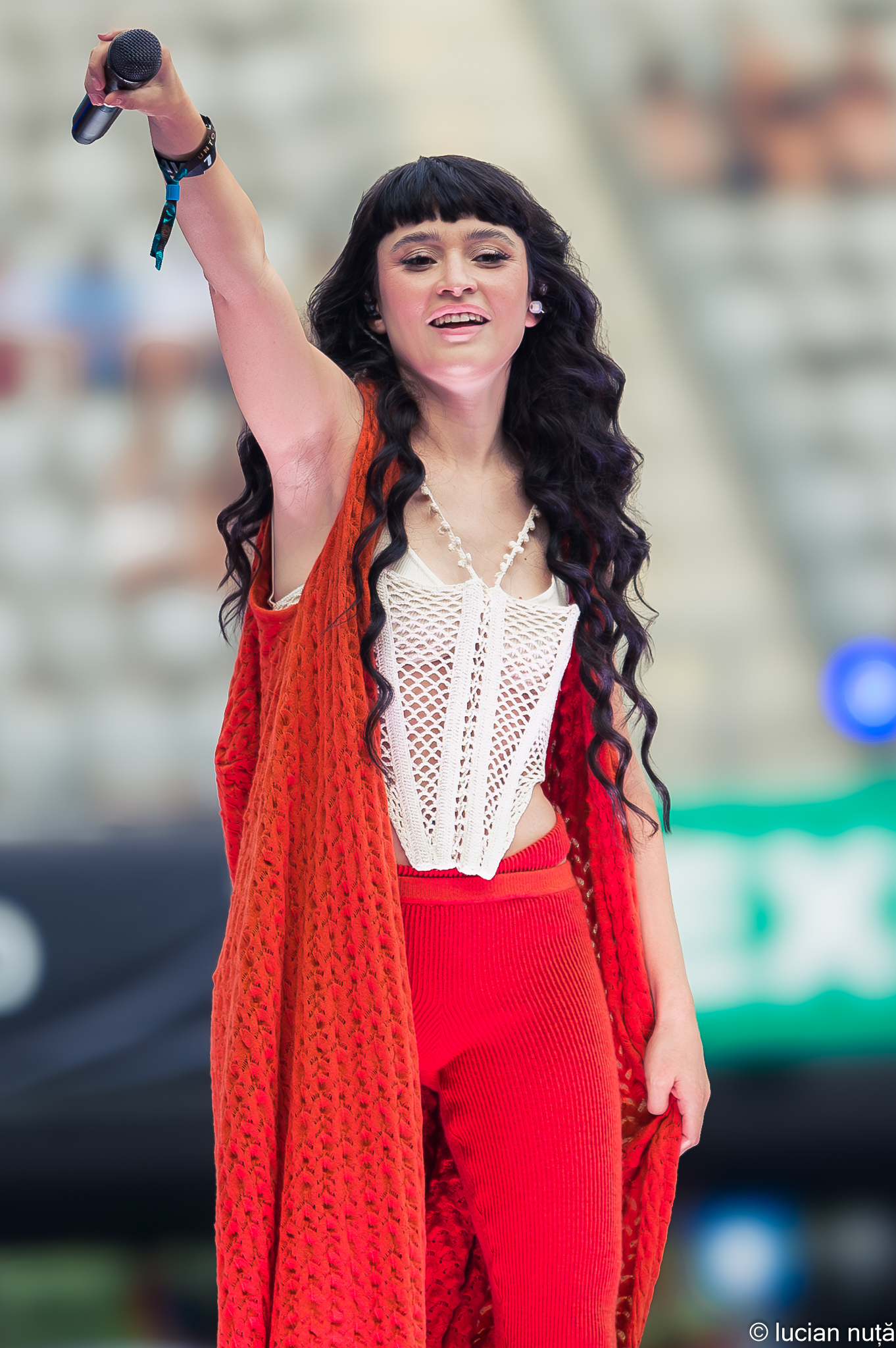
Irina Rimes la Untold 2024

La începutul lui 2019 Irina a fost numită „Artistul anului” în Basarabia, în cadrul evenimentului Omul Anului 2018, organizat la Chișinău. În februarie artista și-a făcut debutul într-un dublaj de animație, în rolul reginei Watevra Wa’Nabi din Marea Aventura Lego 2. În plan muzical, Rimes a continuat să promoveze albumul Cosmos pe parcursul anului 2019, lansând pe single majoritatea cântecelor incluse pe disc – „Dans”, „24:00”, „Ce se întâmplă, doctore?”, „Nicăieri” și „Dorule” nu au activat în clasamentele oficiale, însă videoclipurile lor au strâns mai mult de 10 milioane de vizualizări cumulate pe YouTube. Mult mai mult succes a avut colaborarea cu formația The Motans, „POEM”, care a ocupat locul 1 în topul Airplay 100, devenind astfel cel mai mare hit din cariera Irinei de după „Visele”. Alte două colaborări: „Supradoză de dor” (cu Taxi) și „Prea fin, prea dulce” (cu Guz) au fost frecvent difuzate la posturile radio din România.
În vara anului 2019, Rimes a susținut diverse concerte în România, a urcat pe scena Cerbul de aur și a participat la filmările emisiunii Vocea României, unde și-a reluat poziția de jurat. De asemenea, ea a colaborat cu DJ-ul turc Mahmut Orhan pe două piese: „Schhh” și „Hero”, dar și cu formația Zdob și Zdub pe cântecul „Sânziene”. Single-ul „În palme”, lansat în septembrie, a urcat treptat până pe locul 15 în clasamentele oficiale din România. În toamna anului 2019 Irina a pornit în cel de-al doilea turneu național al carierei sale, cu care a vizitat cele mai mari orașe din România; proiectul a fost lansat cu un concert online de 3 ore, urmărit de peste 500.000 de persoane. Artista a încheiat anul printr-o colaborare alături de CUZA, George Hora și Carmen Tănase, numită „Dor de casă”.
Cel de-al patrulea album al Irinei Rimes, intitulat Acasă, a fost lansat pe 17 iunie 2022. Albumul cuprinde 16 piese confesiune, vindecătoare și sensibile, compuse de artistă cu compozitori și producători de top din România.
În mai 2023, Rimes a pornit în primul său turneu internațional, susținând concerte la Bruxelles, Londra, New York, Chicago și Sacramento.
În 28 iunie 2024 Irina Rimes a lansat un nou material discografic, albumul cu numele Origini. Au avut contributie la scrierea pieselor: Mihai Cernea, Cristian Comaroni, Andrei Comaroni, David Goldcher, Radu Taca, Surorile Osoianu și Damian Rusu.

## Discografie

### Albume
- Despre el (2017)
- Cosmos (2018)
- Pastila (2020)
- Acasă (2022)
- Origini (2024)

### Single-uri notabile
- Visele (2016)
- I Loved You" (feat. DJ Sava) (2016)
- Ce s-a întâmplat cu noi (2017)
- Cupidon (feat. Guess Who) (2017)
- My Favourite Man (2017)
- Bolnavi amândoi (2017)
- Cel mai bun DJ (feat. The Motans) (2018)
- Nu știi tu să fii bărbat (2018)
- Cosmos (2018)
- POEM (feat. The Motans) (2019)
- În palme (2019)
- 3 inimi (feat. Carla's Dreams) (2020)
- Sarea de pe rană (2020)
- Your Love (feat. Cris Cab) (2020)
- N-avem timp (2021)
- Pentru totdeauna (feat. Grasu XXL) (2021)
- Ba ba ba (Inima mea bate) (2022)
- Acasă (2022)
- Sunt a nimănui (2022)
- Laisse tomber les filles (2022)
- Neiubita ta (2023)
- Changer (2023)
- Flori de mai (2023)
- Gelos (2023)
- Stinge luminile (feat. Theo Rose) (2023)
- L'hiver avec toi (2023)
- Ultima (2024)
- Dis-moi Maman (2024)
- Să nu uiți cât te-am iubit (2025)